# Katharina Gallhuber
Katharina Gallhuber (Scheibbs, 16 giugno 1997) è una sciatrice alpina austriaca.

## Biografia
Specialista delle prove tecniche originaria di Göstling an der Ybbs, Katharina Gallhuber ha esordito nel Circo bianco il 13 agosto 2013 disputando a Coronet Peak uno slalom gigante valido come gara FIS, classificandosi 5ª. Ha debuttato in Coppa Europa il 19 febbraio 2015 nello slalom speciale disputato sulle nevi di Bad Wiessee e in Coppa del Mondo il 24 ottobre 2015 a Sölden in slalom gigante, in entrambi i casi senza qualificarsi per la seconda manche.
Il 7 gennaio 2016 ha ottenuto il suo primo podio in Coppa Europa, giungendo 2ª nello slalom speciale di Zinal, e il 21 gennaio seguente ha colto la sua prima vittoria nel circuito continentale, a Oberjoch nella medesima specialità. Ai Mondiali di Sankt Moritz 2017, suo esordio iridato, non ha completato lo slalom speciale, mentre ai XXIII Giochi olimpici invernali di Pyeongchang 2018, sua prima presenza olimpica, ha vinto la medaglia d'argento nella gara a squadre e quella di bronzo nello slalom speciale. Ai XXIV Giochi olimpici invernali di Pechino 2022 si è piazzata 14ª nello slalom speciale e ai Mondiali di Saalbach-Hinterglemm 2025 è stata 21ª nella combinata a squadre e non ha completato lo slalom speciale.

## Palmarès

### Olimpiadi
- 2 medaglie:
  - 1 argento (gara a squadre a Pyeongchang 2018)
  - 1 bronzo (slalom speciale a Pyeongchang 2018)

### Mondiali juniores
- 1 medaglia:
  - 1 argento (slalom speciale a Soči/Roza Chutor 2016)

### Festival olimpico della gioventù europea
- 1 medaglia:
  - 1 argento (slalom speciale a Malbun 2015)

### Coppa del Mondo
- Miglior piazzamento in classifica generale: 26ª nel 2018

### Coppa Europa
- Miglior piazzamento in classifica generale: 4ª nel 2016
- 14 podi
  - 2 vittorie
  - 5 secondi posti
  - 7 terzi posti

#### Coppa Europa - vittorie
| Data             | Località        | Paese    | Specialità |
| ---------------- | --------------- | -------- | ---------- |
| 21 gennaio 2016  | Oberjoch        | Germania | SL         |
| 17 dicembre 2016 | Plan de Corones | Italia   | PR         |

Legenda:

SL = slalom speciale

PR = slalom parallelo

### Campionati austriaci
- 2 medagliae:
  - 1 oro (slalom speciale nel 2025)
  - 1 bronzo (combinata nel 2021)